# Paraxerus vincenti
Lo scoiattolo dei cespugli di Vincent (Paraxerus vincenti Hayman, 1950) è una roditore appartenente alla famiglia Sciuridae, endemico del Mozambico.

## Etimologia
Il nome che porta la specie è stato scelto in onore dell'ornitologo britannico Jack Vincent, che si imbatté in un esemplare nell'agosto del 1932.

## Descrizione
Lo scoiattolo dei cespugli di Vincent ha dimensioni medie, le femmine hanno una lunghezza complessiva di circa 208 mm, e una coda lunga 213 mm, i maschi non sono più grandi di molto, raggiungono infatti una lunghezza da testa a coda di quasi 214 mm. Negli esemplari giovani il mantello sul dorso e gli arti sono grigi, mentre negli adulti sono neri. Il muso e gli occhi sono bruni-rossicci, nuca e le guance sono marroni, la coda è bianca latte. Lo scoiattolo dei cespugli di Vincent viene spesso confuso con lo scoiattolo dei cespugli rossiccio (Paraxerus palliatus), questa specie si differenzia per il dorso che è meno scuro.

## Distribuzione e habitat
Lo scoiattolo dei cespugli di Vincent è nativo delle foreste umide del monte Namuli, a nord dello Zambesi, ad altitudini di almeno 1200-1850 metri. A causa della guerra civile verificatasi in Mozambico negli anni venti del secolo precedente gli individui di questa specie si sono rifugiati in zone remote e inesplorate rendendo più difficile la propria ricerca.

## Conservazione
La IUCN classifica questo taxon come in pericolo (Endangered); il monte Namuli è minacciato dal disboscamento; pare inoltre che questa specie sia cacciata per le carni.